# Guldskat (Der var engang...)
Guldskat er en tegnefilm i serien Der var engang... (eng. titel The Fairytaler), der blev udsendt i forbindelse med H.C. Andersens 200 års fødselsdag i 2005.
Danske Stemmer:
- H.C. Andersen Henrik Koefoed
- Peter Søren Byder
- Stadsmusikant Martin Brygmann
- Trommer Thomas Mørk
- Lars Carsten Bjørnlund
- Stig Laus Høybye
- Peter som barn Joachim Helvang
- Lars som barn Rasmus Albeck
- Stig som barn Silas Addington
- Borgmester Lasse Lunderskov
- Kaptajn Lars Knutzon

Øvrige stemmer:
- Amanda Brunchmann
- Dick Kaysø
- Trine Clasen
- Vibeke Dueholm
- Søren Madsen
- Steffen Addington

Bagom:
- Instruktør: Jørgen Lerdam
- Original musik af: Gregory Magee
- Hovedforfatter: Gareth Williams
- Manuskriptredaktører: Linda O' Sullivan, Cecilie Olrik
- Oversættelse: Jakob Eriksen
- Lydstudie: Nordisk Film Audio
- Stemmeinstruktør: Steffen Addington
- Animation produceret af: A. Film A/S
- Animationsstudie: Wang Film Production

En co-produktion mellem
Egmont Imagination, A. Film & Magma Film
I samarbejde med:
Super RTL & DR TV